# Island Records
Island Records er et amerikansk pladeselskab, der blev grundlagt på Jamaica i 1959 af Chris Blackwell.
Selskabet flyttedes i 1962 til London, og i 1967 blev musikprofilen udvidet med britisk rock. Oprindeligt fokuserede selskabet på reggae. I 1989 blev selskabet opkøbt af PolyGram. Det har siden 1998 indgået i Universal Music.
Blandt andet Justin Bieber blev optaget af dette pladeselskab og senere verdenskendt.